# Juan Conde
Juan Luis Conde Ibanez – kubański zapaśnik w stylu klasycznym. Czternasty na mistrzostwach świata w 1987 roku. Brązowy medalista Igrzysk Panamerykańskich w 1987 roku. Dwa medale mistrzostw panamerykańskich w latach 1986-87. Triumfator Igrzysk Ameryki Środkowej i Karaibów w 1986. Drugi w Pucharze Świata w 1986 i czwarty w 1985 roku.